# Atriplex elegans
Atriplex elegans är en amarantväxtart som först beskrevs av Horace Bénédict Alfred Moquin-Tandon, och fick sitt nu gällande namn av David Nathaniel Friedrich Dietrich. Atriplex elegans ingår i släktet fetmållor, och familjen amarantväxter. Utöver nominatformen finns också underarten A. e. fasciculata.

## Bildgalleri

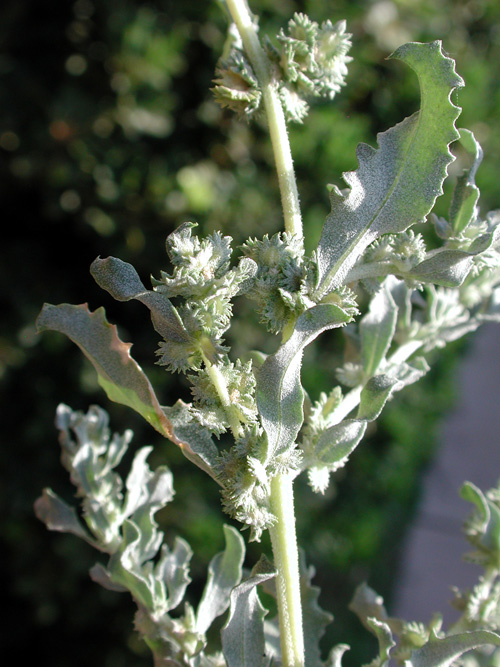